# جورج وايت (لاعب كرة قدم كندية)
جورج وايت (بالإنجليزية: George White)‏ هو لاعب كرة قدم كندية أمريكي، ولد في 17 نوفمبر 1977 في ديترويت في الولايات المتحدة.